# Guvernoratul Al Mahrah
Al Mahrah (în arabă:المهرة) este un guvernorat în Yemen. Reședința sa este orașul Al Ghaydah.